# جامعة بيرديانسك للإدارة والأعمال
جامعة بيرديانسك للإدارة والأعمال مؤسسة تعليم عالي أوكرانية، (بالأوكرانية: Бердянський університет менеджменту і бізнесу) هي جامعة تقع في زابوروجييه أوبلاست، أوكرانيا. تأسست هذه الجامعة في سنة 1992